# Thomas Hodges
Thomas Eric Hodges (* 4. Juli 1994 in Melbourne) ist ein australischer Volleyball- und Beachvolleyballspieler.

## Karriere Halle
Hodges begann seine Karriere am Heathdale Christian College in seiner Heimatstadt. Anschließend studierte er zunächst an der Universität Melbourne. Mit der Universitätsmannschaft gewann er die nationalen Meisterschaften 2010, 2011 und 2012.  Die U23-Weltmeisterschaft im Hallenvolleyball verpasste er wegen einer Verletzung. Dann ging er in die Vereinigten Staaten und war 2014 zunächst ein Jahr an der University of the Pacific, bevor er zur University of California, Irvine wechselte. Nach dem Abschluss seines Studiums ging der Diagonalangreifer zum italienischen Zweitligisten Geosat Geovertical Lagonegro. Mit der australischen Nationalmannschaft nahm er 2018 an der Nations League und der Weltmeisterschaft teil. Danach wurde er vom deutsch-österreichischen Bundesligisten Hypo Tirol Alpenvolleys Haching verpflichtet.  Während im DVV-Pokal 2018/19 das Aus im Achtelfinale kam, erreichte Hodges mit dem Verein in den Bundesliga-Playoffs das Halbfinale. Danach wechselte er zum russischen Verein Jugra Samotlor Nischnewartowsk. In der gleichen Saison ging der aus Melbourne stammende Athlet zurück in sein Heimatland und wurde mit Canberra Heat 2020 australischer Vizemeister und drei Spielzeiten später australischer Meister.

## Karriere Beach
2013 trat Eric Hodges mit verschiedenen Partnern bei Juniorenwettkämpfen an. Mit Malachi Murch gewann er die Bronzemedaille bei den asiatischen Beachvolleyballmeisterschaften der unter Einundzwanzigjährigen und wurde Siebzehnter bei den Weltmeisterschaften des gleichen Jahrgangs. Mit Cole Durant erreichte er den fünfundzwanzigsten Platz bei den U23 Wettkämpfen. Fünf Jahre später spielte er zwei Turniere mit Marcus Ferguson. Nach einer weiteren Pause von drei Jahren begann er, sich intensiver mit Beachvolleyball zu beschäftigen. Mit Paul Burnett stand er 2021 bei allen von den beiden besuchten nationalen Turnieren vier Mal auf dem Podest, je zwei Mal als Zweiter und als Dritter. Im folgenden Jahr startete Hodges zunächst mit Maximilian Guehrer. Die beiden wurden ebenso Dritte in Mollymook Beach wie auch beim Future in Coolangatta. Noch im gleichen Jahr wechselte Thomas Hodges wiederum seinen Partner und startet seitdem mit  Zachery Schubert. Die beiden Australier erreichten von Mai bis November sechs Mal das Stockerl bei Futures, nationalen oder kontinentalen Turnieren, standen dabei drei Mal auf der obersten Stufe. Ihren bis dahin größten Erfolg erzielten sie bei der letzten Veranstaltung des Jahres, als sie beim Elite16 in Torquay das Finale erreichten. In der folgenden Saison gewannen Hodges/Schubert das Challenge-Turnier in Jūrmala und anschließend die Asienmeisterschaft in Fuzhou. Bei der Weltmeisterschaft 2023 in Tlaxcala erreichten sie Platz neun. Zum Ende der Saison erzielten sie bei vier ostasiatischen Challenge-Turnieren ausschließlich Top-Ten-Platzierungen. Dabei erkämpften sie Bronze in Haikou und Silber in Nuvali.
Ihr zweitbestes jemals erzieltes Elite16-Ergebnis bis zu diesem Zeitpunkt gelang ihnen, als sie in der folgenden Spielzeit in Espinho zunächst die Qualifikation überstanden und danach als Poolsieger unter anderem die amtierenden Weltmeister Perušič / Schweiner besiegten und so den geteilten fünften Rang belegten. Bei den Olympischen Spielen konnte sie in ihrem zweiten Spiel gegen die deutschen Silbermedaillengewinner Ehlers / Wickler mehrere Matchbälle nicht nutzen und sich so durch den anschließenden Sieg gegen Bassereau / Lyneel nur noch den dritten Rang in der Gruppe C sichern. In der Lucky Loser Runde verloren sie dann gegen die US-Amerikaner Evans / Budinger und wurden so im Gesamtklassement Siebzehnte. Im November 2024 erreichten sie auf der World Pro Tour bei den Challenge-Turnieren in Haikou Platz zwei und in Chennai Platz vier.